# Dzienniki mumbajskie
Dzienniki mumbajskie (hindi धोबी घाट / Dhobi Ghat, ang. Mumbai Diaries) – indyjski dramat filmowy z 2010 roku w reżyserii Kiran Rao. W filmie wystąpił jeden z najpopularniejszych bollywoodzkich aktorów, Aamir Khan, który prywatnie jest też partnerem reżyserki. 
Film opowiada historię czworga ludzi z bardzo różnych środowisk: samotniczego malarza, amerykańskiej finansistki indyjskiego pochodzenia, biednego pracza i szczurołapa, oraz młodej muzułmańskiej mężatki. Ich historie krzyżują się, a tłem akcji jest Mumbaj, który wyrasta na dodatkowego bohatera filmu. Oryginalny tytuł obrazu pochodzi od nazwy „dhobi ghat”, czyli wielkiej pralni plenerowej położonej w Mumbaju, gdzie toczy się część scen filmu.

## Tło
Film został w całości nakręcony w Mumbaju, m.in. w dzielnicy Mahalaxmi i na Marine Drive przy plaży Chowpatty. Reżyserka Kiran Rao określiła go jako hołd dla miasta, które według jej zamysłu staje się dodatkowym, piątym bohaterem filmu. Film m.in. porusza tematykę związków między ludźmi pochodzącymi z różnych klas społecznych. Argentyński kompozytor Gustavo Santaolalla napisał do filmu trzy utwory muzyczne: „Stranger Lives”, „Ghat Kaisi”, oraz „You with Me” z udziałem Ryuichi Sakamoto.
Premiera filmu odbyła się we wrześniu 2010 na Międzynarodowym Festiwalu Filmowym w Toronto. 21 stycznia 2011 obraz trafił do kin. Film otrzymał względnie dobre recenzje i był sukcesem kasowym, przynosząc zysk dwa razy większy od budżetu.

## Fabuła
Arun (Aamir Khan), samotny malarz, dochodzący do siebie po rozpadzie małżeństwa, wprowadza się do mieszkania w starej części Mumbaju. Na wystawie swoich prac poznaje Shai (Monica Dogra), Hinduskę żyjącą w Ameryce, na co dzień pracującą w bankowości, która w mieście rozwija swoje hobby – fotografię. Oboje spędzają razem noc w mieszkaniu Aruna, jednak następnego dnia nie wykazuje on zainteresowania dalszą znajomością, co spotyka się z irytacją kobiety. Munna (Prateik Babbar) to młody mężczyzna pracujący w tytułowym „dhobi ghat”, czyli wielkiej pralni plenerowej, który marzy o karierze w Bollywood. Salim (Danish Hussain), jego przyjaciel będący prawie jak brat, szuka łatwiejszych i szybszych pieniędzy w handlu narkotykami. Munna poznaje zarówno Aruna jak i Shai, piorąc ich ubrania. Z Shai zaczyna go łączyć przyjaźń – on przedstawia jej różne zakątki miasta, a ona zgadza się wykonać mu zdjęcia do jego aktorskiego portfolio. Choć Munna zaczyna darzyć ją uczuciem, to ona jednak jest urzeczona Arunem i w końcu zdobywa od Munny adres malarza. Kobieta zaczyna potajemnie robić mu zdjęcia z budynku konstruowanego po drugiej stronie ulicy. Arun w międzyczasie odkrywa w swoim mieszkaniu porzucone kasety wideo, które okazują się być zapomnianymi wideo-dziennikami Yasmin, młodej mężatki, która kiedyś mieszkała w tym samym lokalu.
Pewnego dnia Arun wpada na Shai na ulicy. Mężczyzna przeprasza ją za ich pierwsze spotkanie i zaprasza do swojego domu, gdzie przypadkowo widzi ich Munna. Chłopak czuje się zdradzony, jednak Shai udaje się podtrzymać ich przyjaźń. Pewnej nocy kobieta przypadkiem wpada na niego i robi mu zdjęcie, kiedy zajmuje się on łapaniem szczurów. Zawstydzony, Munna ucieka, a po powrocie do domu odkrywa, że Salim został zamordowany. Arun ogląda ostatni zapis dziennika Yasmin, w którym mówi ona, że jej mąż ma romans. Kobieta wyraźnie zapowiada, że zamierza popełnić samobójstwo, co wprawia Aruna w szok. Artysta wyprowadza się do nowego mieszkania. Munna i jego rodzina także przeprowadzają się. Shai udaje się z nim skontaktować i poprosić o nowy adres Aruna. Podchodzi on do niej z niechęcią i kobieta odchodzi, jednak ostatecznie Munna wybiega za nią, dogania jej taksówkę i wręcza jej nowy adres malarza.

## Obsada
- Aamir Khan jako Arun
- Monica Dogra jako Shai
- Prateik Babbar jako Munna
- Kriti Malhotra jako Yasmin
- Kitu Gidwani jako Vatsala
- Danish Husain jako Salim
- Nafisa Amin Khan jako Amma